# Aulacocyclus rouxi
Aulacocyclus rouxi là một loài bọ cánh cứng trong họ Passalidae. Loài này được Heller miêu tả khoa học năm 1916.